# والتر سيدني هاموند
والتر سيدني هاموند (بالإنجليزية: Walter Sydney Hammond)‏ هو ضابط شرطة نيوزيلندي، ولد في 2 يوليو 1906 في غريفزند ‏ في المملكة المتحدة، وتوفي في 13 ديسمبر 1982.